# Wasserburg Zilly
Die Wasserburg Zilly ist ein denkmalgeschütztes Bauwerk in Zilly, einem Ortsteil der Stadt Osterwieck im Landkreis Harz in Sachsen-Anhalt. Im örtlichen Denkmalverzeichnis ist die Burg unter der Erfassungsnummer 094 00368 als Baudenkmal verzeichnet.

## Geschichte
Die Wasserburg wurde am Wegesrand einer alten Heerstraße inmitten eines sumpfigen Auenlandes als Rundburg mit zwei Wassergräben und einem Zwischenwall errichtet. Der genaue Zeitpunkt des Baus ist unbekannt. Eine erste Erwähnung einer Burg Xillingho ist aus dem Jahr 1172 und der heutigen Wüstung Zillingen datiert. Als Lehen der Grafen von Regenstein wird die Burg im Jahr 1251 erwähnt und befand sich im Eigentum des Bistums Halberstadt.
Mit Dittmar von Zillingen bildete sich ab 1272 ein eigener Burgadel, der dennoch den Grafen von Regenstein unterstand. Zeitgleich wurde im 13. Jahrhundert die Burganlage im Westen durch einen quadratischen 32 × 30 Meter messenden Kastellbau erweitert. Der Neubau wurde zur Hauptburg und die alte Rundburg zur Vorburg.  Im 14. Jahrhundert gerieten die Grafen von Regenstein aufgrund ihrer Fehden in Geldnöte und verpfändeten die Burg. Im 15. Jahrhundert entstand im Norden der Anlage ein Wirtschaftsgebäude und im Süden ein Küchenbau mit Kellergeschoss.
1457 ging eine Hälfte der Burg als Lehen an Heinrich von Stolberg und die andere Hälfte an den Bischof von Halberstadt. Ab 1504 befanden sich Burg und Ort wieder vollständig im Besitz des Bischofs, welcher die Burg in ein Amt umwandelte. Ab 1810 wurde die Wasserburg zur Staatsdomäne und blieb es bis zum Ende des Zweiten Weltkriegs.
Während der DDR-Zeit wurde die Burganlage zu wohn- und landwirtschaftliche Zwecke genutzt, ebenfalls war hier auch ein Kindergarten untergebracht.
Seit 1990 befindet sich die Burg im Besitz der Gemeinde Zilly und wird stückweise saniert. Heute wird die Burg vom Förderverein der Wasserburganlage Zilly e. V. betreut, der Führungen durchführt. Weiter finden Hochzeiten, Ausstellungen und andere Veranstaltungen statt.

## Beschreibung
Die Wasserburg Zilly ist ein teilweise erhaltenes Bauwerk. Die Gesamtgröße der Burganlage umfasst 200 × 300 Meter. Die Hauptburg und der Bergfried mit barocker Haube sind beide ungefähr 30 Meter hoch und vollständig erhalten. Die Mauerstärke des rechteckigen Bergfrieds in der Nordostecke der Anlage beträgt 3,60 Meter. Auf dem Innenhof der Hauptburg befinden sich Wappenfriese. Die Vorburg ist zum Teil erhalten. Reste der Wassergräben sind noch als großer Teich erhalten.
Im 17. Jahrhundert wurde die Burg unter der Leitung des Halberstädter Domdekans Matthias von Oppen zu einem landwirtschaftlichen Großgut ausgebaut. Die „Bunte Stube“ der Burg wurde mit großflächigen Wandmalereien aus der Spätrenaissance eingerichtet und dient heute als Hochzeitszimmer. Weiter verfügt die Burg über einen 27 mal 9 Meter großen Rittersaal.